# Hełm skórzany (Wojsko Polskie)

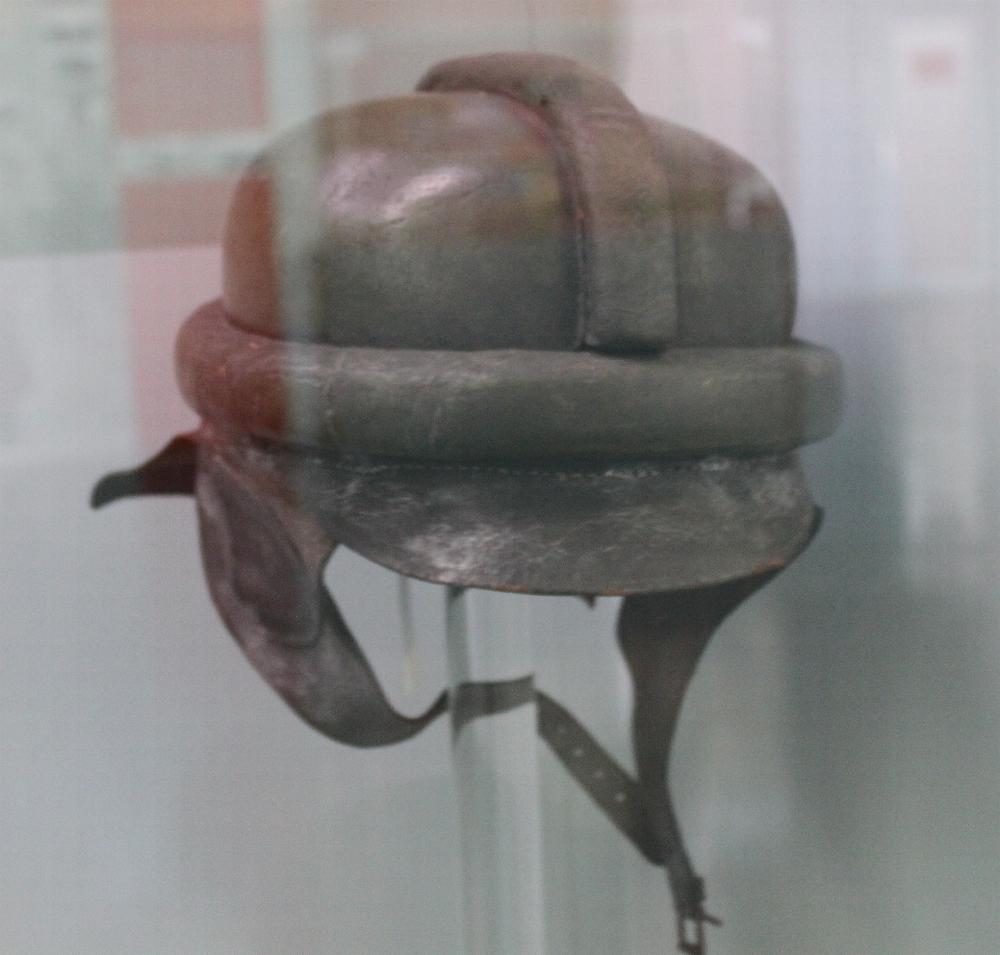
Niemiecka hauba lotnicza - model z roku 1914

Hełm skórzany – skórzany hełm polskiej konstrukcji, przeznaczony dla jednostek pancernych.
Polskie jednostki pancerne w okresie międzywojennymi używały trzech typów hełmów: hełmu francuskiego wz.15 typu czołgowego (zarówno oryginałów jak i przeróbek polskiej konstrukcji), hełmofonu lotniczego (w wersji dla broni pancernych) i niemieckiej hauby lotniczej z okresu I wojny światowej lub hełmów na niej wzorowanych (nazywanych w Polsce hełmami skórzanymi). Nie jest znana dokładna liczba posiadanych tzw. hełmów skórzanych w Wojsku Polskim, jednak pewne jest, że Centrum Wyszkolenia Broni Pancernych posiadało ich 49 sztuk.

## Konstrukcja
Hełm w całości (nie licząc amortyzujących uderzenia wałków) wykonany był ze skóry. Czerep zaopatrzony w daszki: przedni i tylny. Posiadał ponadto zewnętrzne amortyzator, chroniące głowę żołnierzy w postaci korkowych wałków obciągniętych skórą. Jeden wałek opasywał poziomo czerep hełmu, dwa pozostałe krzyżujące się na szczycie umieszczone były prostopadle względem siebie, gdzie jeden umieszczony był na linii uszu, drugi natomiast na linii nosa.